# Stay (bài hát của David Guetta)
"Stay" là một ca khúc nhạc house được biểu diễn bởi DJ người Pháp David Guetta và nam ca sĩ Chris Willis cho album phòng thu thứ hai của Guetta, Guetta Blaster. Ca khúc được chọn làm đĩa đơn thứ hai của album và được phát hành vào ngày 13 tháng 9 năm 2004. Đĩa đơn này đạt được thành công lớn nhất khi lọt vào nảng xếp hạng Belgian Singles Chart của Bỉ tại vị trí thứ 10. Tuy nhiên, "Stay" lại không được phát hành ở Anh.

## Danh sách ca khúc
- Stay

1. "Stay" (Album Version) - 3:28
2. "Stay" (Fuzzy Hair Remix) - 4:57
3. "Stay" (Kiko Dub Remix) - 6:18
4. "Stay" (Guetta, Garraud & Kiko Remix) - 5:43

- Stay / Money

1. "Stay" (Radio Edit) - 3:11
2. "Money" (Radio Edit) - 3:05
3. "Stay" (Remix Edit) - 3:28
4. "Money" (Dancefloor Killa Remix) - 7:07
5. "Money" (Video) - 3:19

## Xếp hạng
| Bảng xếp hạng (2004)       | Vị trí cao nhất |
| -------------------------- | --------------- |
| Belgium (Vl) Singles Chart | 10              |
| Spain Singles Chart        | 11              |
| French Singles Chart       | 18              |
| Belgium (Wa) Singles Chart | 19              |
| Swiss Singles Chart        | 82              |